# Bolesław Prus

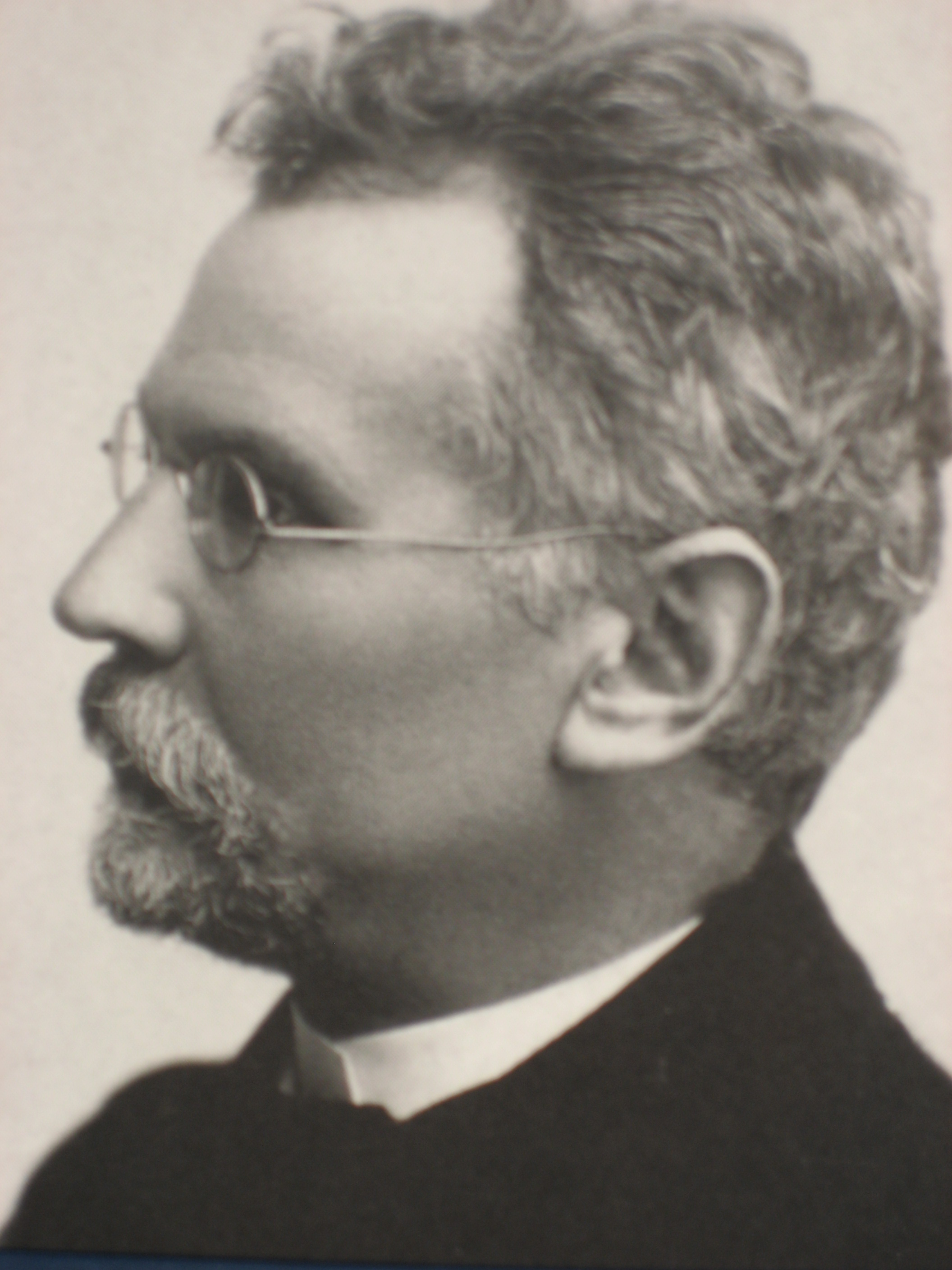
Bolesław Prus, 1887

Bolesław Prus, [bɔ'lεswaf 'prus] (* 20. August 1847 in Hrubieszów bei Lublin als Aleksander Głowacki; † 19. Mai 1912 in Warschau) war ein polnischer Schriftsteller und Publizist (das Pseudonym Prus bedeutet zu Deutsch: Pruzze, das war sein Wappen). Er ist einer der wichtigsten Vertreter der polnischen Literatur, der bedeutendste Repräsentant des polnischen kritischen Realismus, aber auch einer der bedeutendsten der Weltliteratur.
Seine Erfahrungen als Aufständischer und Gefangener prägten sein künstlerisches Werk. Im Alter von 25 Jahren begann er seine bemerkenswerte Karriere als Journalist, die 40 Jahre andauern sollte. Zwischen 1886 und 1895 veröffentlichte Prus vier große Romane, die die sozialen und gesellschaftlichen Verhältnisse seiner Zeit reflektieren.

## Leben
Als Aleksander Głowacki in einer verarmten adligen Familie geboren, verlor er früh seine Eltern und wuchs bei entfernten Verwandten auf. Als Schüler nahm er am Januaraufstand teil. Am 1. September 1863, zwölf Tage nach seinem siebzehnten Geburtstag, geriet er während schwerer Gefechte in russische Gefangenschaft. Nachdem er aufgrund seiner Jugend entlassen worden war, beendete Prus 1866 die Oberschule und schrieb sich an der naturwissenschaftlichen Fakultät der Universität Warschau ein. Er brach sein Studium wegen finanzieller Schwierigkeiten, aber vor allem wegen Differenzen mit dem Lehrkörper ab und schrieb sich 1869 an dem neu gegründeten Institut für Land- und Forstwirtschaft in Puławy ein, wo er einen Teil seiner Kindheit verbracht hatte. Auch hier hatte er Schwierigkeiten mit einem russischen Professor. Fortan studierte er autodidaktisch und verdiente sich seinen Lebensunterhalt als Fabrikarbeiter, Hauslehrer und Fotograf.
Ab 1872 arbeitete er als Journalist und sammelte erste Erfahrungen als Schriftsteller. Er schrieb humoristische Kurzgeschichten. Seitdem er regelmäßig Kolumnen für die Wochenzeitung Warschauer Kurier schrieb, verbesserte sich auch seine finanzielle Situation. Er heiratete eine Cousine. Es gab keine Kinder aus dieser Verbindung. Ein Pflegesohn beging 1904 im Alter von 18 Jahren Selbstmord wegen einer unglücklichen Liebe. Prus hatte vermutlich noch einen Sohn (* 1906), der nach der Niederschlagung des Warschauer Aufstandes von 1944 in einem deutschen Konzentrationslager starb.
Prus bekannte sich zu den Ideen von Auguste Comtes positivistischer Philosophie. Er erkannte die Bedeutung des Journalismus und der Literatur für die Stärkung des Nationalbewusstseins. Er begann unter dem Künstlernamen „Prus“ zu schreiben. Im Jahr 1882 wurde er Redakteur der Warschauer Tageszeitung Nowiny. Hier bot sich ihm die Möglichkeit, die Entwicklung seines Landes zu fördern, das in den Jahren 1772–1795 seine politische Selbstständigkeit verloren hatte. Nach weniger als einem Jahr nahm er seine Arbeit im Warschauer Kurier wieder auf. Er begann an seinen großen Romanen zu arbeiten. 1886 erschien Der Vorposten (Placówka) über das Leben der polnischen Bauern. 1889 vollendete er Die Puppe (Lalka), die Geschichte der unglücklichen Liebe zwischen einer Adligen und einem Mann, der ihretwegen seine Ideale verrät. Die Emanzipierten (Emancypantki) erschien 1893, und schließlich 1895 sein einziger historischer Roman, Der Pharao (Faraon). Obwohl Prus die Handlung im Alten Ägypten vor 3000 Jahren ansiedelt, setzt er sich mit dem Verlust der Unabhängigkeit Polens auseinander.

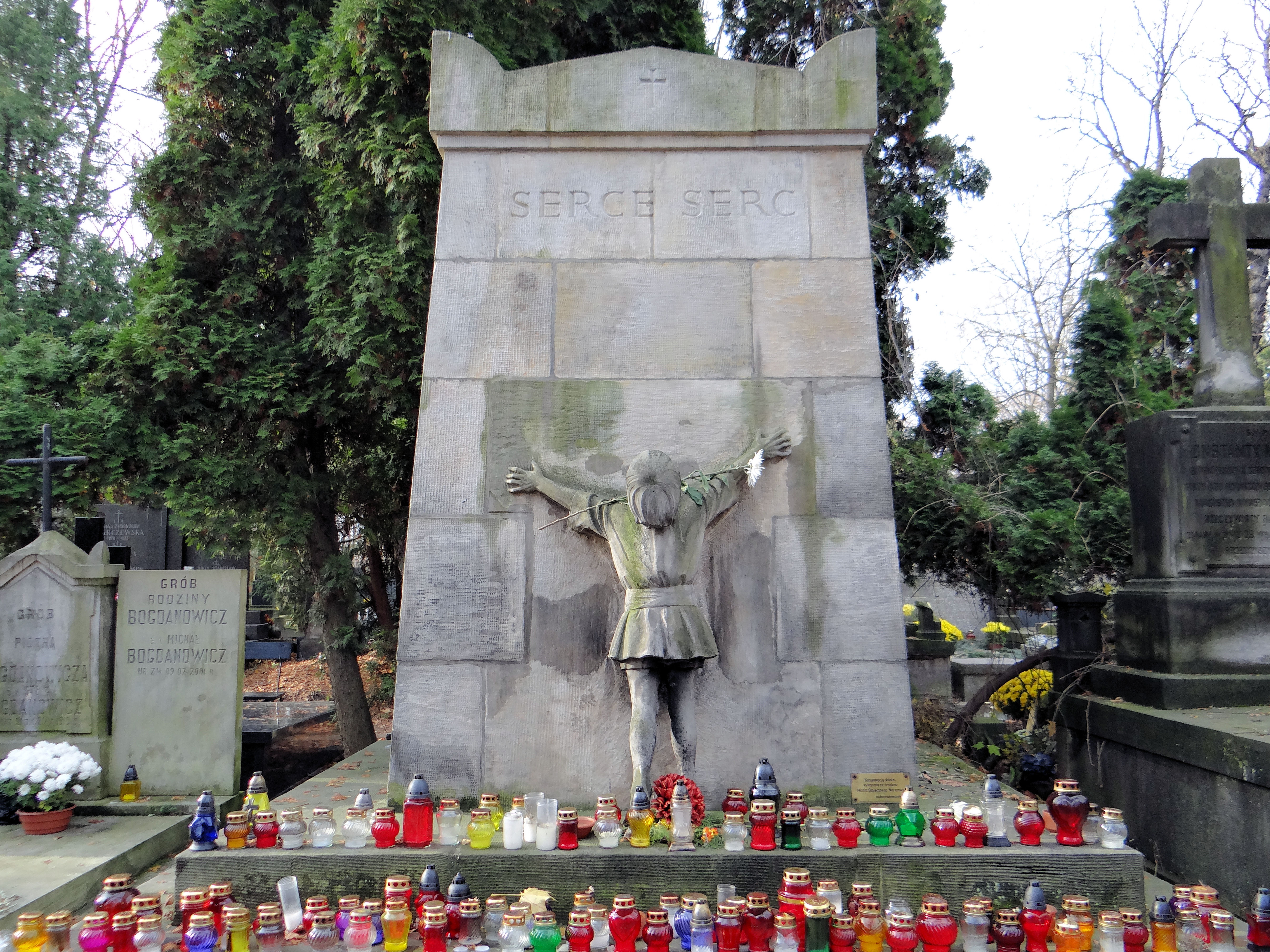
Prus’ Grab

In den Jahren von 1897 bis 1899 erschien im Warschauer Kurier in Fortsetzungen die Monografie Die allgemeinen Lebensideale, in der Prus sich mit der Beziehung zwischen dem Einzelnen und der Gesellschaft beschäftigt. Das Werk hat heute noch Bedeutung für Philosophen und Sozialwissenschaftler.
Die Unabhängigkeit Polens im Ergebnis des Ersten Weltkrieges sollte Bolesław Prus nicht mehr erleben. Er starb am 19. Mai 1912 in seiner Warschauer Wohnung nach 40 Jahren journalistischer und schriftstellerischer Arbeit. Er wurde von der ganzen Nation betrauert, der er als Soldat, Philosoph und Schriftsteller gedient hatte und der er einen Platz in der Weltliteratur verschafft hatte.
Ein halbes Jahrhundert später, am 3. Dezember 1961 wurde im Małachowski-Palast in Nałęczów, wo Prus von 1882 an mit seiner Familie die Sommer verbracht hatte, sein Museum eröffnet.

## Werke (Auswahl)

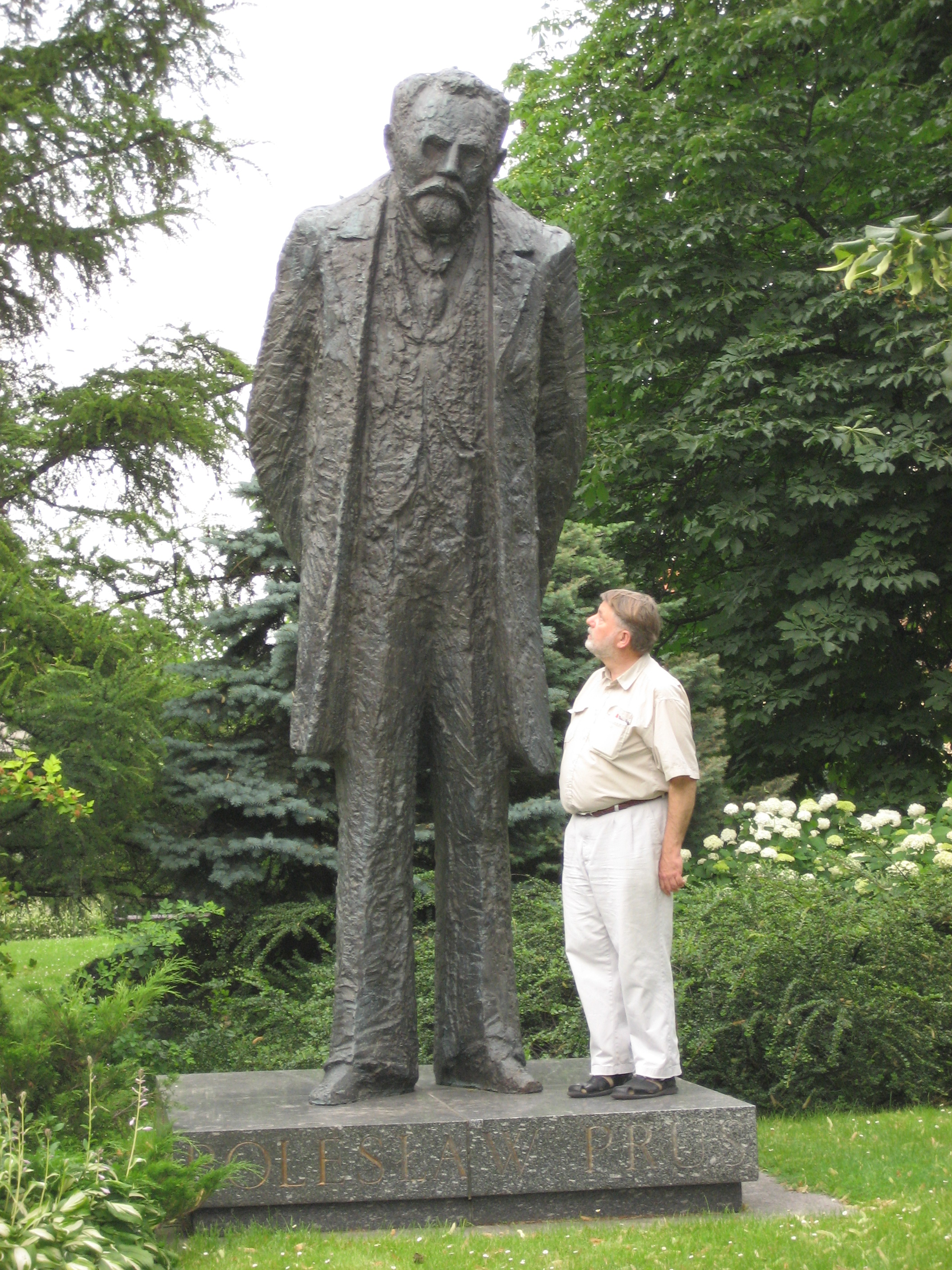
Bolesław Prus – Denkmal in Warschau

- Palais und Hütte (Palac i rudera), 1876, dt. 1914
- Angelika (Anielka), 1880 ISBN 3-373-00071-8
- Die Welle strömt zurück (Powracajaca fala) Novelle, 1880; deutschsprachige Ausgabe Aufbau-Verlag Berlin, 1959, Übersetzung Kurt Harrer
- Der Geizhals (Nawrócony), 1882
- Der Nichtsnutz und die Mädchen (1883) ISBN 3-15-008297-8
- Der Vorposten (Placówka), 1886, deutschsprachige Ausgabe Gemsberg-Verlag Winterthur, 1947
- Die Puppe (Lalka, 1887–1889) dt. 1954, neu übersetzt 2025
- Die Emanzipierten (Emancypantki, 1891–1893) dt. 1957
- Pharao (Faraon, 1895/96) dt. 1944 ISBN 3-89996-058-0

## Verfilmungen
- 1965: Pharao (Faraon) – Regie: Jerzy Kawalerowicz
- 1968: Die Puppe (Lalka) – Regie: Wojciech Has
- 1978: Die Puppe (Lalka) – Regie: Ryszard Ber
- 1979: Vorposten (Placówka) – Regie: Zygmunt Skonieczny
- 1982: Das Mädchenpensionat der Frau Latter (Pensja Pani Latter) – nach dem Roman Die Emanzipierten